# Middlebury (Vermont)
Middlebury è una città degli Stati Uniti d'America, nella contea di Addison, nello Stato del Vermont.
Nella cittadina risiede il Middlebury College, dove ogni estate si parla italiano alla scuola italiana. La popolazione era di 8 183 abitanti nel censimento del 2000. 

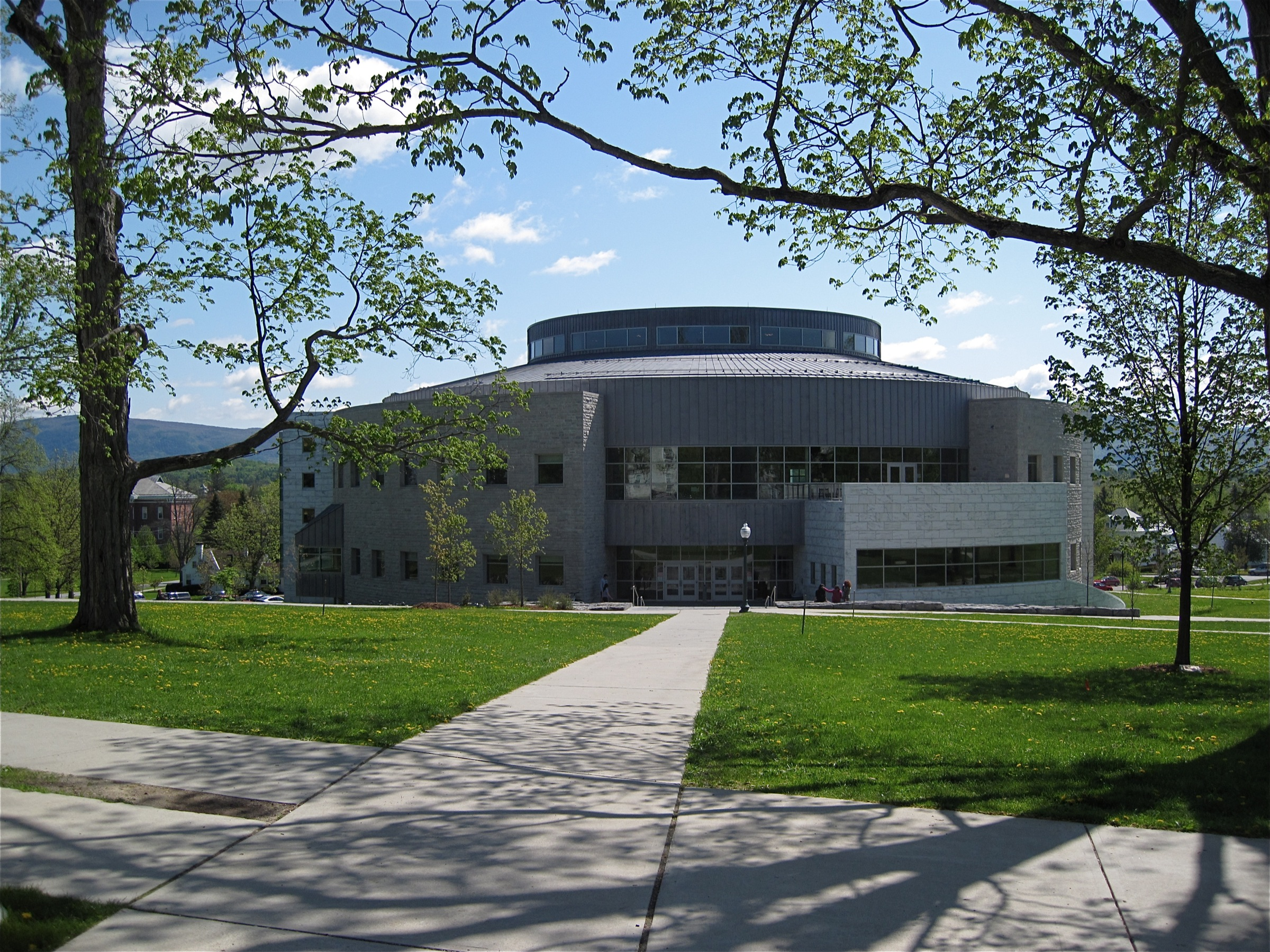
Biblioteca del Middlebury College

Nel suo territorio scorre l'Otter Creek, un corso d'acqua immissario del Lago Champlain, che vi forma panoramiche cascate.